# Emil Levan
Emil Theodor Levan, född 20 november 1854 i Vallda socken, Hallands län, död 13 oktober 1925, var en svensk konsertmästare.
Efter mogenhetsexamen 1874 blev Levan extra ordinarie kontorsskrivare i Postverket 1874, postexpeditör i Göteborg 1883, postkontrollör i Kalmar 1900 och i Göteborg från 1902. Han var konsertmästare vid Stora Teaterns orkester i Göteborg 1880–85 och blev associé av Musikaliska akademien 1900. År 1919 blev han riddare av Vasaorden.